# Obernkirchen
Obernkirchen é uma cidade da Alemanha localizada no distrito de Schaumburg, estado de Baixa Saxônia.